# 迪安米尔
迪安米尔（英文：Deanmill）是一個位於澳大利亞西澳大利亞州西南區的一個城鎮。迪安米尔位於曼吉马普附近，並且是一個木材镇。其邮政编码為6258。

## 歷史
在1912年12月政府营运关注行动正式實行後不久，几个国营企业便於迪安米尔一帶設立起來。而其中一個国营企业国家锯木厂，更以£80,000收購了西南木材砍伐者公司。 而於1913年，国家锯木厂更開始建設国家锯木厂的一號锯木厂，並將锯木厂命名為迪安米尔。而該公司亦於大布鲁克內建立了二號及三號锯木厂，並將之命名為彭伯顿。這些锯木厂的建造費總共為£138,000。但建造這些锯木厂卻洐生了很多問題。锯木厂需要建造一條運輸木材的鐵路；建造锯木厂的時間因連場大雨而多次拖延；以及铁路枕木亦遲了交到国家锯木厂手中。而其他问题包括航运費纠纷和联邦政府與鐵路枕木供應商的纠纷。
国家锯木厂為了方便工人上班，於1914年便索性在一號锯木厂周邊建立了一個小鎮，並以負責這間锯木厂建筑工程的建筑工程师A·迪安（A.Dean）命名小鎮。而公共工程部亦於小鎮成立後不久設立了迪安米尔第一間學校，迪安米尔小學。最初，迪安米尔小學只有一間班房、一幢行政大楼和一間屋舍。

## 現況
迪安米尔擁有一些锯木厂、磨坊，一個迪安米尔工人俱乐部、迪安米尔足球场，以及一條文物径。迪安米尔市內亦有一系列的电车服務。
於2002年12月，正值政府就森林经营方案進行諮詢時，总理杰夫·盖洛普访问了迪安米尔。盖洛普向村民保證，若他們配合政府，政府就會提供10年的贾拉樹锯材，以保住這一帶的木材業。
政府於2004年實施森林经营方案，並就环境影响作出几项评估。评估指出，西农集团的锯木厂排放的砷污染了通往勒弗罗伊布鲁克的排水道。為此，西澳大利亞政府負起了责任，因為當時的國家锯木厂於1920年代開了向排水道排放砷的先河。而西农集团亦都願意負起對地下水和土壤的污染的责任。而清理排水道的費用則由西农集团和西澳大利亞政府共同負擔。

## 人口

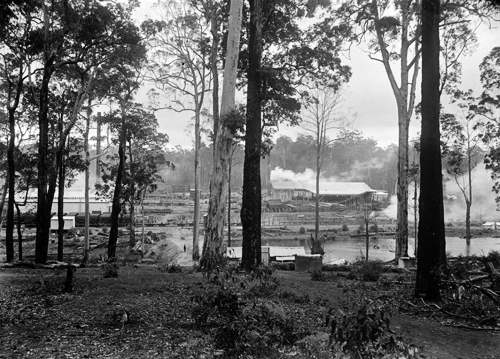
一號锯木厂（攝於1920年代）

根據2006年人口普查，迪安米尔總共有405位居民，其中50.4%為男性，49.6%為女性。迪安米尔居民的年齡中位數為39歲，而90.9%居民為澳大利亚公民。
在405位居民當中，27.4%居民的工作為工人、18.4%為管理人员、12.4%為技术人员和交易工作者、10.9%為专业人士以及9.5%销售人员。而勞動人口當中有16.4%從事锯木和木材敷料業、9.0%從事教育業、8.5%從事果實和堅果種植業、4.0%從事農業和畜牧業以及3.5%為政府人員。迪安米尔的家庭收入中位數為$821澳元，比整個澳洲的家庭收入中位數$1,027低。